# Векторска графика
Векторска графика или геометијско обликовање (енг. Vector graphics, geometric modeling) је начин приказивања слике помоћу геометријских облика као што су тачке, линије, криве и полигони. 
У принципу векторски облици се много лакше памте него захтевне растерске (битмап) слике. Најновија истраживања су показала да људско око „хвата“ слику као векторску (састављену од једноставних геометријских облика). Неког јасног и јединственог одговора зашто - нема, иако се најчешће мисли да је то зато што се векторска слика лакше памти на рачунару, па тако и у људском мозгу. То можда објашњава зашто препознајемо цртане филмове само са линијама, вероватно зато што тако мозак и представља стварни свет. Скоро сви данашњи рачунарски графички прикази преводе векторску слику у растерски формат. Растерска слика је сачувана у меморији и садржи податке за сваки појединачни пиксел неке слике. Појам векторска графика је већином кориштен у контексту дводимензионалне рачунарске графике. Скоро свако 3Д приказивање је извршено користећи 2Д векторске технике (помоћу тачака, линија и полигона).

## Цртање и предности
Као пример, размотримо круг неког радијуса r. Главни подаци које рачунарски програм треба да зна како би исцртао круг су:
1. радијус r
2. координатну позицију централне тачке круга
3. стил и боју линије (поред тога што је могу чинити најразличитији шаблони нпр. црта-тачка-црта или звезда-месец-звезда и сл. може бити и делимично или потпуно прозирна или немати дебљину = не постојати)
4. стил и боју унутрашњости објекта (може бити и делимично или потпуно прозиран)

Предности оваквог начина цртања над растерском графиком:
- Овако мала количина информација омогућује много мању величину датотеке
- Могућност приближавања (зум) без губитка на квалитету
- Све ове информације су запамћене и могу се касније мењати, то значи да померање, промена резолуције, окретање, попуњавање итд. не смањује квалитет цртежа као код растерске слике.

## Једноставни геометријски облици
- линије
- полигони
- кругови и елипсе
- текст (рачунарски фонтови као Трутајп (TrueType) су састављени од Безијеових кривих)

## Векторске радње
Векторски графички програми обично омогућују окретање, померање, сажимање, повећавање, искривљивање и остале промене објеката, као и мењање з-редоследа и повезивање једноставних објеката у више компликованих. Захтевније промене укључују и булове операције (унија, разлика, пресек, итд.).
Векторска графика је савршена за једноставне или сложене цртеже који не треба да буду фото реалистични. На пример, PostScript и PDF странице користе језик векторског графичког модела.